# Ebri Knight
Ebri Knight es un grupo de música de folk punk español formado en Argentona en 2003. Sus letras se caracterizan por la prominente reivindicación del movimiento obrero y el bando republicano de la guerra civil.

## Historia
En un primer momento el grupo aparece con el nombre de Nota Negra (anagrama de Argentona), y posteriormente, después del cambio de algunos componentes, la banda toma su nombre actual.
El nombre Ebri Knight es un juego de palabras que combina la pronunciación catalanizada de "every night" ("cada noche" en inglés) con la simbología medieval del caballero (Knight), más el lugar donde nace la música celta tradicional: las tabernas (Ebri). Inicialmente, el grupo buscaba mezclar los sonidos de la música celta con estilos completamente diferentes y distanciados, como el rock y el punk. Y desde un principio, el grupo tomó melodías propias de su pueblo, con los instrumentos tradicionales y las voces de la música tradicional de Cataluña. Aun así, buena parte de su música está compuesta a partir de melodías de música celta irlandesa. Ebri Knight buscaba el ambiente festivo y contundente que otros grupos de folk punk internacional ya habían desarrollado, como Dropkick Murphys, Flogging Molly o The Pogues.
Su primera actuación en un escenario tuvo lugar el 22 de abril de 2005 con un concierto de presentación en el Centro Cívico de Les Esmandies de Mataró.
En 2012 presentaron su primer disco "Tonades de fa temps" y lo distribuyeron a lo largo  del territorio catalán, en una gira de más de 50 conciertos. Este primer disco ya decidieron publicarlo libremente en Internet, ofreciéndolo en descarga libre en su web, así como en plataformas de distribución musical como Bandcamp. También grabaron su primer videoclip del sencillo "Després de sopar".
El año 2013 sería el de máxima difusión, cuando presentaron su segundo disco "La palla va cara", que contó con la colaboración de Joan Vilamala de Els esquirols, Àlex Vendrell de Inadaptats y Eina, y Josep Bordes, más conocido como Pepet i Marieta. También Xabi Arakama (Trikizio, Obrint Pas) y Quico el Cèlio, el Noi y el Mut de Ferrerías, y Gerard Alís a las flautas y cornamusas. Como en el caso de "Tonades de fa temps", este disco también lo pusieron desde el primer día disponible per descarga libre en Internet en Bandcamp y otras plataformas de distribución musical, y un tiempo después se publicó también en formato física digipak. Fue este año cuando actuaron en festivales como el Rebrot 2013, entre otros.
A principios del año 2014 fueron galardonados con el Premio Enderrock al mejor disco de folk y nuevas músicas del 2013 por votación popular, y así consolidaron dos temporadas con más de 100 conciertos. Cerraron la gira de aquel año en la sala de conciertos Músic Hall de Barcelona con el espectáculo "La última nit de sega", con las entradas agotadas.
El 23 de febrero de 2015 presentaron su tercer disco de estudio, titulado "Foc!" a través de su página de Bandcamp.
En febrero de 2018 publicaron el disco "Guerrilla" que les llevó de gira por las principales ciudades del estado español y Alemania. 
El 1 de abril de 2019 presentaron el EP "La Voz dormida" con cuatro canciones relacionadas con la Guerra Civil y la Postguerra. En el EP cuentan con la colaboración de grupos como Mafalda, Huntza, Dakidarria o la cantante Gemma Humet.

## Discografía
- Maqueta 2.0 (?)[13]
- Tonades de fa temps (2011)[14]
- Del Maresme a València (2012)[15]
- La palla va cara (2013)[16]
- Foc! (2015)[17]
- Guerrilla (2018)
- La Voz Dormida (2019)
- Carrer (2021)
- Els Dies de l'Oblit (2024)